# バサラブ3世ライオタ
バサラブ3世ライオタ（Basarab Laiotă、? - 1480年12月22日）は、15世紀のワラキア公（在位：1473年11月 - 1473年12月、1474年春、1474年9月 - 1474年10月、1475年1月 - 1476年11月、1476年12月 - 1477年11月）。ワラキア公ダン2世の子。同時代のバサラブ4世ツェペルシュ若公に対して、老公（cel Bătrân）と呼ばれる。

## 生涯
1456年8月にバサラブ3世の兄弟でダネシュティ家のワラキア公ヴラディスラフ2世が殺害されてから、公位はダネシュティ家と対立するドラクレシュティ家のヴラド3世の手にあった。バサラブ3世は亡命先のトランシルヴァニアで公位を狙った。1459年1月21日付で、当時滞在していたシギショアラからブラショフへ送った手紙が伝わっている。
1462年のオスマン帝国の侵攻後、ヴラド3世はオスマンを後ろ盾とする実弟のラドゥ3世に敗れてトランシルヴァニアに逃亡したが、ハンガリー王マーチャーシュ1世に謀反の疑いをかけられ逮捕・幽閉された。それ以来、ラドゥ3世の政権が10年ほど続いたが、オスマンの宗主権が強化される中、モルダヴィア公シュテファン3世はラドゥ3世にかわる新たなワラキア公候補としてバサラブ3世を支援した。1473年11月24日、バサラブ3世はついに公即位を果たすが、ラドゥ3世に味方するワラキア・オスマン連合軍の攻撃を受け、12月23日に退位しモルダヴィアに亡命した。1474年10月1日、シュテファン3世の援助で公位を奪還するもモルダヴィア軍が帰国すると同20日、トランシルヴァニアに支援された同じダネシュティ家のバサラブ4世に敗れ再びモルダヴィアに逃れた。11月にはオスマンの援助でラドゥ3世が復位した。1475年1月、またも公位に返り咲く。次第にオスマンに接近し始めたバサラブ3世を見限ったシュテファン3世は、マーチャーシュ1世にヴラド3世のワラキア公復帰を要請して受諾された。1476年2月、バサラブ3世はシビウとブラショフがヴラド3世を援助していることに対して抗議するも受け入れられなかった。トランシルヴァニアより進撃した同地貴族シュテファネス・バートリとヴラド3世の軍が11月8日、ワラキアの首都トゥルゴヴィシテを占領、続く16日、ブクレシュティも陥落し、オスマンへ逃亡したバサラブ3世は26日に廃位された。年末、ヴラド3世が不慮の死を遂げ、バサラブ3世が復位した。ヴラド3世の死因やその背景には諸説あるが、バサラブ3世の謀略で暗殺されたともいう。
1477年11月、バラサブ4世によって5度目の公位から追われ、1480年12月22日に死去した。